# Miloš Jakeš

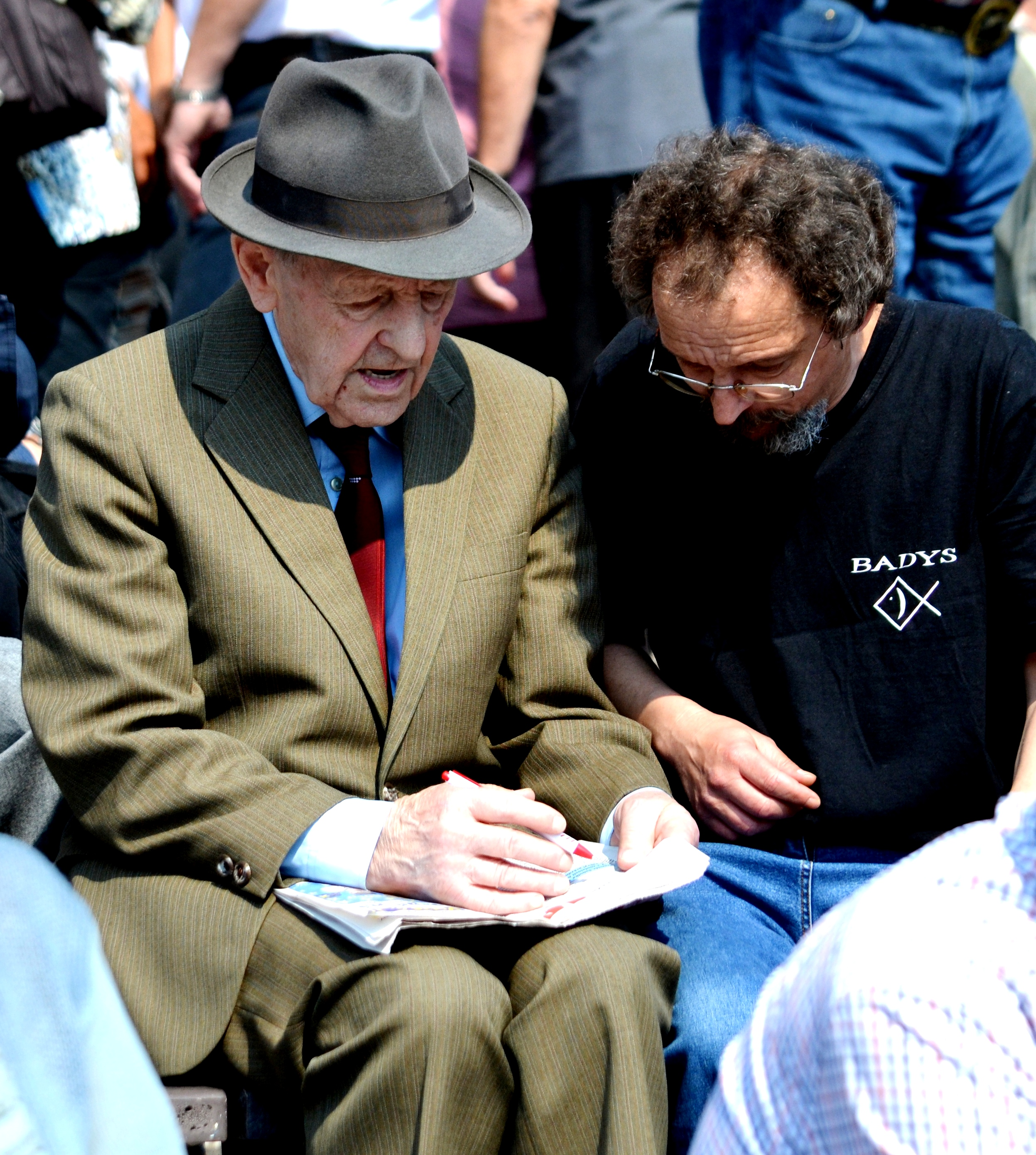
Na oslavě Svátku práce v roce 2014 na pražském Výstavišti

Miloš Jakeš (vlastním jménem Milouš Jakeš; 12. srpna 1922 České Chalupy – 9. července 2020 Praha) byl český komunistický politik, který v letech 1987–1989 působil jako generální tajemník ÚV KSČ.

## Život

### Mládí a politické začátky
Narodil se 12. srpna 1922 ve vsi České Chalupy (dříve též Horní Nová Ves) v okrese Český Krumlov do chudé rodiny truhláře a drobného zemědělce Jana Jakeše a jeho manželky Marie Rotschädelové. Měl pět sourozenců, z toho se jeden nedožil dospělosti.
Absolvoval Obecnou školu v Jaroníně a Měšťanskou školu v Brloze. Od roku 1937 začal pracovat jako montér v Baťových závodech ve Zlíně, kde současně navštěvoval Vyšší průmyslovou školu elektrotechnickou (součást Baťovy školy práce). V roce 1944 absolvoval s vyznamenáním.
V roce 1943 se oženil s Květenou Calábkovou (1922–2013) ze Starého Města, která již tou dobou čekala jejich syna Miloše. Měli spolu ještě syna Lubomíra.
Roku 1945 se stal členem Komunistické strany Československa (KSČ). Od roku 1945 začal působit jako funkcionář Svazu české mládeže (SČM). Roku 1947 pracoval v národních výborech, přičemž v letech 1950–1952 byl předsedou jednotného národního výboru v Gottwaldově. Od roku 1952 do roku 1955 působil v Praze jako tajemník ÚV ČSM pro ideologii, kulturu a mezinárodní vztahy.
V roce 1955 ho strana vyslala do Moskvy za účelem studia na Vysoké stranické škole při ÚV KSSS. Ve stejném ročníku s ním studoval i Alexandr Dubček a jiní funkcionáři KSČ. Získal titul doktora sociálně-politických věd RSDr.
Po návratu z Moskvy roku 1958 byl zařazen do aparátu ÚV KSČ jako referent v oddělení paliv a energetiky. Odtud byl však brzy přeřazen do oddělení státních orgánů. V roce 1963 se stal prvním náměstkem předsedy Ústřední správy pro rozvoj místního hospodářství. V letech 1966 až 1968 působil jako náměstek ministra vnitra Josefa Kudrny a zároveň jako člen Ústřední kontrolní a revizní komise KSČ. Roku 1968 byl zvolen předsedou této komise.

### Pražské jaro a události kolem roku 1968
Při událostech pražského jara 1968 zastával Miloš Jakeš funkci člena Ústřední kontrolní a revizní komise KSČ, kam ho zvolil v roce 1966 XIII. sjezd strany. Tam také poprvé zazněly hlasy požadující reformaci starých přístupů dostávajících se do konfliktu s potřebami doby, zejména se volalo po opuštění administrativně direktivní metody řízení společnosti a ekonomiky. Tato situace spolu se sílícím tlakem Slováků na zvýšení jejich role při řízení státu vyústila v odvolání Novotného z funkce generálního tajemníka ÚV KSČ.
Jakeš sám byl stoupencem těchto tendencí, i když ho znepokojovala názorová nejednotnost strany a sílící protisocialistické trendy ve společnosti. Ze své funkce se osobně podílel na přípravě některých liberalizačních zákonů, například o lidských právech a svobodách (konkrétně zákon spolčovací a shromažďovací).
Na zasedání ÚV KSČ v dubnu 1968, kde byl schválen akční program „socialismus s lidskou tváří“, byl poté zvolen 36 hlasy ze 40 předsedou Ústřední kontrolní a revizní komise KSČ. Jeho pracovní náplní bylo podrobovat revizi stanoviska strany a vyjadřovat se k nim. Do kompetencí komise patřil také dohled nad hospodařením KSČ a řízení práce na ministerstvu státní kontroly. Ve svých vyjádřeních často kritizoval nejednotnost strany a zaměňování liberalizační politiky za návrat před únor 1948. Z této funkce se také účastnil jednání v Čierné nad Tisou, kde došlo ke konfrontaci reformační politiky s názory ÚV KSSS, a Bratislavského setkání, na němž bylo podepsáno prohlášení, že se Československo bude i nadále držet socialismu.
Po intervenci vojsk Varšavské smlouvy 20. 8. 1968 odlétá 24. 8. spolu s ostatními z vedení strany vyjednávat do Moskvy. Podle vlastních slov byl „přesvědčen, že přijetí protokolu je východiskem k řešení složité situace v zemi a předpokladem pro pokračování všeho zdravého z polednové politiky.“ Spolu se všemi ostatními (s výjimkou na jednání právě nepřítomného Františka Kriegla) ho tedy podepsal.
Po návratu z Moskvy se ze své pozice podílel na plnění tohoto protokolu (obnovení socialistických přístupů v hospodářství, upevnění spolupráce se SSSR), i když osobně vstup vojsk považoval za porážku českého národa a jeho podpis pod tzv. Zvacím dopisem nikdy nebyl.

### Normalizace
V roce 1971 byl zvolen členem Sněmovny lidu Federálního shromáždění (1981–1989 je členem jejího předsednictva), i nadále však setrvával i ve funkci předsedy Ústřední kontrolní a revizní komise KSČ. Z této pozice se spolu s dalšími z komise zabýval bývalými členy strany, kteří byli vyloučeni po prověřovacích pohovorech v roce 1970 a odvolali se proti tomuto rozhodnutí. Rozhodoval o jejich opětovném přijetí do strany, popřípadě odpovídajícím pracovním zařazení. Dále měl v popisu práce kontrolu placení členských příspěvků. Byl také nadále zastáncem reforem v politice KSČ, zvláště pak změn cenové politiky a omezení těžkého průmyslu, jež mělo spolu s budováním jaderných elektráren zmírnit ekologickou zátěž naší země.
Po odchodu z funkce roku 1977 byl kooptován za člena ÚV KSČ a jmenován jeho tajemníkem pro oblast zemědělství a potravinářství, čemuž se věnoval již v mládí při zakládání jednotných zemědělských družstev. Za doby jeho působení započal proces omezování reglementace zemědělské výroby a hledaly se účinné ekonomické nástroje, které by měly zvýšit produkci tak, aby se vyrovnala té západní (především používání velkých dávek umělých hnojiv, což mělo za následek devastaci životního prostředí). Bylo také zastaveno slučování jednotných zemědělských družstev. Jako dlouhodobý cíl byla vytyčena zemědělská soběstačnost Československa a zkvalitnění života na venkově.
Roku 1981 byl jmenován do předsednictva ÚV KSČ a změnilo se i jeho pracovní zařazení. Jeho nynějším zaměřením byla ekonomická oblast. Snažil se o částečné využití zbožně-peněžních vztahů v centrálně plánovaném socialistickém hospodářství. V této oblasti ale nezaznamenal kvůli odporu části strany valné úspěchy. Funkce od něj také vyžadovala účast na mnoha mezinárodních konferencích a v zahraničních delegacích. Roku 1987 se stal generálním tajemníkem ÚV KSČ.

### Projev vČerveném Hrádku

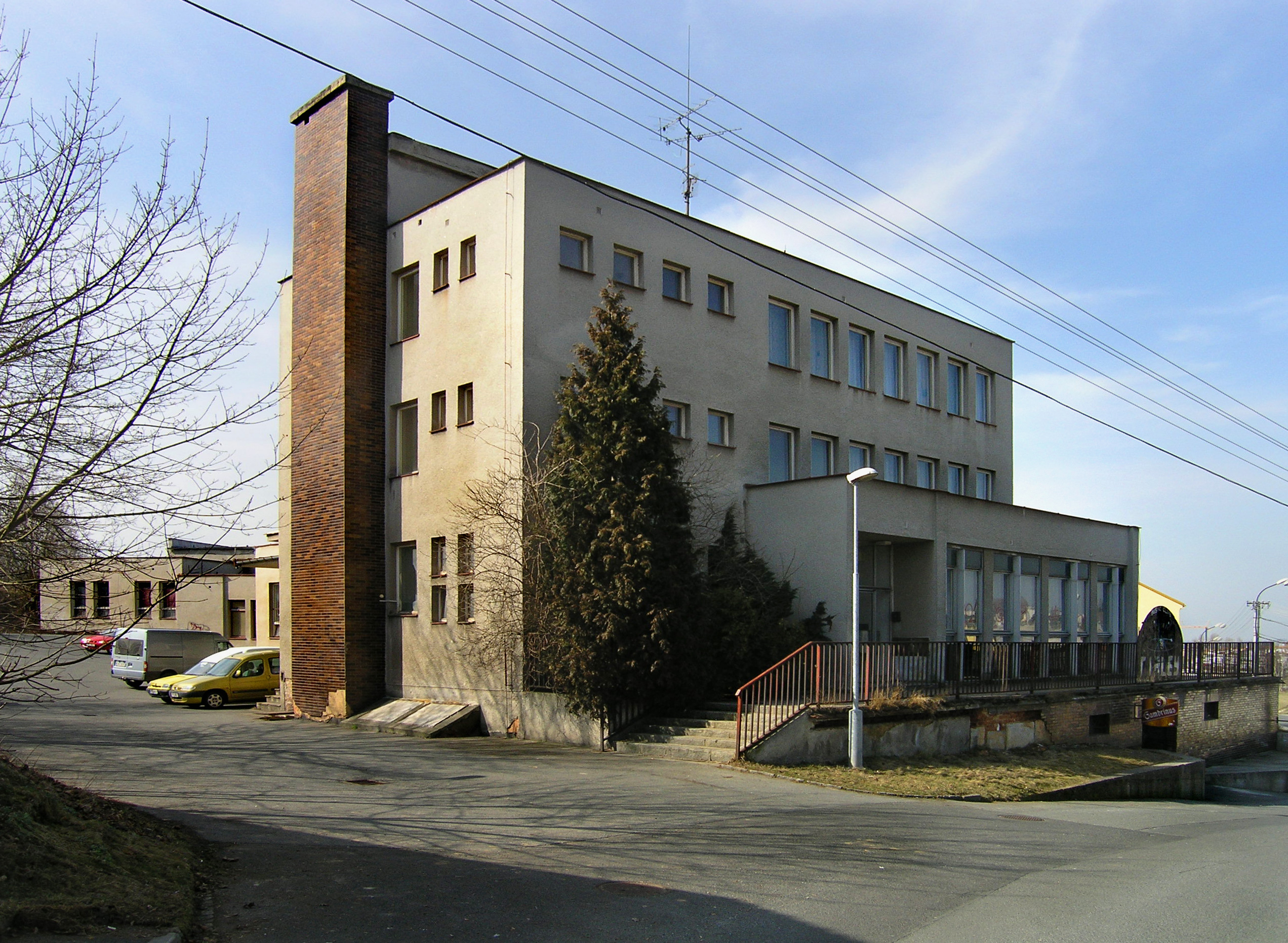
Bývalý kulturní dům v Červeném Hrádku

Projev Miloše Jakeše v Červeném Hrádku, který se posléze stal terčem posměchu u nemalé části národa, přispěl svým způsobem ke konci reálného socialismu. Ten byl v té době reprezentován Jakešovou osobou a jeho vystoupení delegitimizovalo celý režim. Projev se uskutečnil 17. července 1989, tedy krátce po zveřejnění petice Několik vět, v kulturním domě v plzeňské části Červený Hrádek.
Jakeš se domníval, že je třeba mobilizovat kádry strany, a chtěl si promluvit s předsedy okresních výborů. Přítomni tehdy byli všichni pravověrní soudruzi z celého Plzeňska. Jakeš dorazil do Červeného Hrádku ze zasedání generálních tajemníků v Rumunsku. Podle svých slov ho k burcování stimulovalo chování Gorbačova, který na nic a nikoho neměl čas. Nejdůležitější bylo podle Jakeše dobré plnění ročního plánu a příprava na úspěšný přechod do nových hospodářských podmínek. Během projevu otevíral témata, která byla do té doby tabu, například vztah strany k Dubčekovi, nebo rok 1968. Jakeš se pokusil naznačit, že situace v Československu se musí změnit, jinak je konec nevyhnutelný. Změna však měla zůstat v komunistických rukou. Mluvil o demokratických řešeních i o předkládání návrhů zákonů k všelidové diskusi. Vyslovil také citát „demokracie je diskuse“ (jeho autora, T. G. Masaryka, však nezmínil). Poukázal také na to, jak se mají mnozí umělci dobře, čímž chtěl vyvolat ve společnosti závist. „Ti umělci, kteří to podepsali. Žádnej z nás nebere takový platy, prostě, jako berou oni. Dostávám jednou ročně výpis… seznam těch umělců, kteří berou nad těch 100 tisíc korun. No tak řekněme paní Zagorová, je to milá holka, všechno… ale ona už tři roky po sobě bere 600 tisíc každý rok. A další ne 600, milión, dva milióny berou. Jandové a jiní každý rok. Ti náhodou neprotestovali.“ Z Jakešova projevu bylo možné vyčíst lítostivé přiznání tristní situace ve vedení strany, která si uvědomuje možný blížící se konec. To potvrzuje i výrok o tom, že strana se cítí „jako kůl v plotě.“ Na veřejnost se oficiálně dostaly jen některé citace: „To se neobejde bez řady problémů, které bude třeba za pochodu řešit. Lidé však musí vidět, že v čele tohoto zápasu stojí komunisté, že je to strana, která jako bojová síla orientuje společnost správným směrem. Aktivizace komunistů je také smyslem přípravy a průběhu výročních členských schůzí i celého období před XVIII. sjezdem KSČ. Ne slovy, ale konkrétními činy upevníme socialismus.“
Na rozdíl od jeho předchozích veřejných projevů, které byly vždy připravené, mluvil Jakeš v Červeném Hrádku spatra. Věty postrádaly logiku i správnou větnou stavbu. Velmi chabý projev obsahoval mnoho negramotnosti, nesmyslů, nechtěného humoru a sebelítosti. Na to narážely odkazy na listopadových demonstracích. U občanů Jakešovo vystoupení jen zesílilo pocity zoufalství, bezmoci a studu. Projev měl původně běžet v přímém přenosu Československé televize, nakonec se však cenzoři rozhodli nahradit ho symfonickým orchestrem. Na veřejnosti se však brzy objevil. Záznam se totiž dostal do rukou Alexandra Vondry, který ho odeslal do Svobodné Evropy. Lidé tehdy uslyšeli, že se komunisté cítí jako kůl v plotě. Přestali z nich mít strach, a to bylo pro revoluci blahodárné. Svobodná Evropa odvysílala projev sestříhaný tak, aby řečníka zesměšnila, s ironickým (snad až příliš) komentářem Milana Schulze. Mezi lidmi se kromě tohoto záznamu šířila také nesestříhaná verze. Pro posluchače to byla příležitost slyšet, jak mezi sebou komunisté mluví, což pro ně bylo osvobozující. Zároveň projev lidem potvrdil to, co si po mnoha letech úmorné normalizace o představitelích KSČ mysleli. Obavy z komunistů rychle opadávaly a lidé se jim začali smát. Lidé si uvědomili, kdo jim vládne a komunisté tak ztratili poslední zbytky respektu.
Z kulturního domu, kde byl tento projev přednesen, se stal pomník totality. Ze sálu byla nejprve diskotéka, dnes[kdy?] je v pronájmu technického družstva. Jakeš se s odstupem času nechal slyšet, že za únikem nahrávky stojí StB. Podle něj vnitřní nepřátelé zneužili projevu ke zdiskreditování komunistické strany a na videonahrávku vybrali to, co se jim hodilo.

### Sametová revoluce, listopad 1989

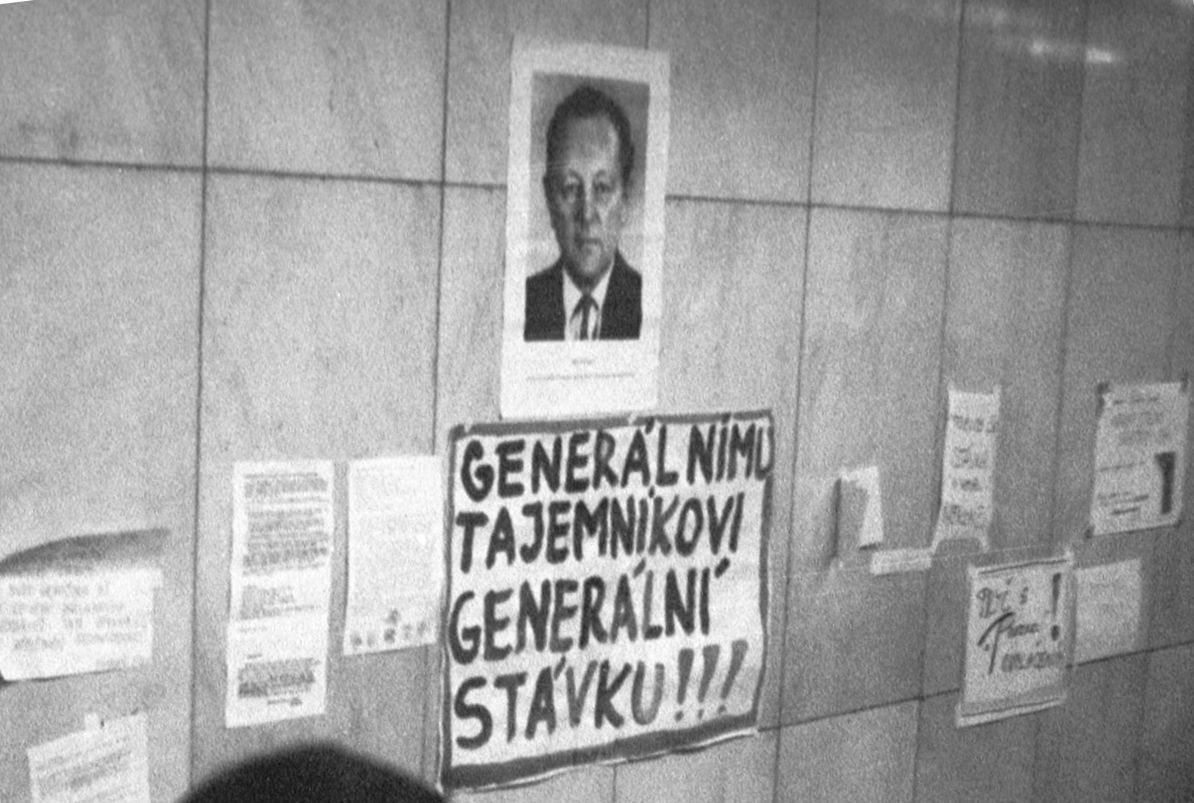
Použití Jakešova portrétu jako poutače ke zdůraznění výzvy ke generální stávce

17. listopad odstartoval poslední týden Miloše Jakeše ve funkci nejvýše postaveného komunisty ve státě – generálního tajemníka ÚV KSČ. Večer toho dne odjel Miloš Jakeš do rekreačního střediska na Orlíku. Tam se také za pár hodin dozvěděl o tom, co se stalo na Národní třídě. Nepřikládal tomu ale příliš zvýšenou pozornost, neboť Alojz Lorenc, tehdejší šéf StB, kterého dnes Miloš Jakeš označuje za jednoho z hlavních viníků listopadových událostí, mluvil tak, že se to jen „trošku zamotalo“ a že „k ničemu vážnému nedošlo“. V následujících dnech také na Orlík dorazila zpráva o dalších nepokojích v Praze a také o smrti Martina Šmída, studenta Matematicko-fyzikální fakulty Univerzity Karlovy, která se ale ukázala jako nepravdivá.
Na neděli 19. listopadu pak Jakeš na popud Miroslava Štěpána svolal jednání předsednictva, na kterém se diskutovalo o stávkách a shromážděních. Předsednictvo přijalo závěr, že má František Pitra vystoupit v televizi s prohlášením. Zatímco komunisté jednali, vznikalo v Činoherním klubu Občanské fórum, které přijalo své ustavující prohlášení s požadavkem rezignace Miloše Jakeše a spolu s ním i dalších komunistických pohlavárů.
Následujícího dne – v pondělí 20. listopadu – zveřejnilo Rudé právo stanovisko Ústředního výboru: „V posledních dnech se různé skupiny osob snaží za aktivní podpory některých západních sdělovacích prostředků, zejména rozhlasových a televizních stanic, vyvolat konfrontaci se státní mocí, destabilizovat politickou situaci, navodit ovzduší společenského neklidu v naší zemi.“
Ten samý den ale také odešel telegram z americké ambasády do USA. Bylo v něm napsáno, že z Jakeše se stal terč demonstrantů skandujících „Jakeše do koše“ či „Pryč s Jakešem“. Vedení KSČ se snažilo dostat z různých orgánů a organizací rezoluce, které by podporovaly a obhajovaly páteční zásah na Národní třídě. Rudolf Hegenbart, vedoucí oddělení státní administrativy (takzvaného 13. oddělení), kterého dnes Jakeš uvádí jako jednoho z hlavních zrádců strany, neboť podle jeho slov požadoval urychlit přestavbu a chtěl proto svrhnout vedení KSČ, měl z videozáznamu z Národní třídy udělat sestřih, který by prokazoval útoky ze strany demonstrantů namířené proti příslušníkům SNB. Tento úkol však Hegenbart splnit nemohl, jelikož žádné takové záznamy nenašel.
V úterý 21. listopadu si Miloš Jakeš naplánoval, že vystoupí v televizi, kde chtěl vyzvat národ k podpoře. Od ředitele televize mu však přišel dopis, že jeho projev se vysílat nebude, neboť to zaměstnanci odmítají. V jednání tedy byly různé další alternativy, kdo proslov odvysílá.
V devět hodin večer potom Jakeš opravdu v televizi vystoupil. Jeho proslov trval přibližně šest minut, a zatímco většina lidí od něj očekávala, že padne rozhodné slovo k pátečním událostem na Národní třídě, Jakešův vzkaz byl, že československá vláda bude i nadále socialistická a že pro naši zemi žádná jiná perspektiva neexistuje. Společnost varoval, aby nezapomínala na všechny výdobytky socialismu z minulých desetiletí. Připustil, že jsou potřeba určité reformy, ale že socialismus má zůstat nejvyšším cílem strany, potažmo vlády. Toho, co se stalo v pátek, se generální tajemník dotkl jen v nepatrné části svého mimořádného vystoupení, když pouze v jedné větě zopakoval, že se zásah prošetří. O policejní brutalitě však nemluvil vůbec. Naopak, odsoudil „skupiny, které manipulují s mládeží a zneužívají její upřímný zájem, aby se věci pohnuly dopředu“.  Celý jeho proslov byl mimo realitu, neboť revoluce byla v plném proudu.
V noci na 22. listopadu přijely k Praze Lidové milice, aby protestující zastrašily. Kvůli sporům o to, kdo je vlastně poslal a o politickou zodpovědnost za tuto akci se však záměr nedařil, značná část jich nebyla do Prahy vpuštěna. Jakeš později uvedl, že na radu ostatních jejich povolání navrhl předsednictvu strany jako jejich vrchní velitel, a to akci „s jistou nechutí“ schválilo. Nesvolal ale Radu obrany státu, která by mohla povolat armádu, čehož později litoval.
Ve čtvrtek 23. listopadu se Jakeš sešel s několika horníky z podniku Severočeské hnědouhelné doly, kteří byli jednoznačně proti chystané generální stávce. Při odchodu z jednání totiž podtrhli, že mají strach, že současná situace vyvolá ekonomický chaos. Připustili, že některé stížnosti na páteční události jsou oprávněné, ale nebyli spokojení s tím, že na jejich názor se nikdo neptal. Miloš Jakeš si ze schůzky vyvodil jasnou podporu strany pracujícími.
24. listopadu 1989 – tedy týden po zásahu bezpečnostních sil na pražské Národní třídě – nezbývalo Jakešovi nic jiného než rezignovat na funkci generálního tajemníka Ústředního výboru Komunistické strany Československa. Když před desátou hodinou ranní přijel na mimořádné zasedání ÚV KSČ, které se toho dne konalo v Praze ve Vokovicích v budově Vysoké školy politické, stále doufal, že se situace dá zachránit. Hovořil tehdy o přání, „aby ze sálu odešel ústřední výbor naprosto jednotný,“ nebo o tom, „aby strana získala vážnost a autoritu, kterou zejména v posledních dnech ztrácela“. V ten moment ale byla tato slova už mimo politickou realitu naprosto. Jak situaci posléze zhodnotil šéf Socialistického svazu mládeže Vasil Mohorita, v té době již přikloněný na stranu stávkujících studentů: „Celé jednání bylo bezvýchodné a zmatené.“ V sedm hodin večer Jakeš oznámil rezignaci svou i všech dalších členů předsednictva, sekretariátu i tajemníků ÚV KSČ. V osm hodin byl pak novým generálním tajemníkem zvolen Karel Urbánek, ale ani on už neměl šanci zachránit rozpadající se vládní režim.
28. listopadu pak Husák uvolnil Jakeše i z jeho funkce předsedy Rady obrany státu. Následovala Jakešova rezignace z postu předsedy ÚV Národní fronty 3. prosince a 7. prosince byl spolu s Miroslavem Štěpánem zbaven členství ve straně (za „hrubé politické chyby při řešení politického napětí, zejména událostí 17. listopadu v Praze“).

### Vdemokratické společnosti
V demokratické společnosti Jakeš své názory nezměnil. V roce 2017 Gorbačovovu perestrojku kritizoval, že narušila tehdejší status quo vylučující byť i jen veřejnou výměnu názorů: „Byla nepromyšlená. Pomohla vytvářet nespokojenost, ačkoliv s ní měla bojovat. Otevřela prostor k ničím neomezené otevřenosti. Každý si říkal, co chtěl, kritizoval, co se mu zlíbilo, a tak místo sjednocení vznikal rozkol.“
Žil ve vile na Hanspaulce, kterou si ve 30. letech 20. století od architekta Aloise Mezery pro sebe nechal postavit prvorepublikový diplomat Jan Šeba, který z ní byl s rodinou v 50. letech vystěhován v rámci Akce B. Jakeš vilu koupil v roce 1972 za 105 tis. Kčs. a v roce 2010 jí daroval svým synům. Ti vilu v roce 2016 prodali za 45 mil. Kč. a Jakeše přestěhovali do bytu v činžovním domě. Dík zachovalým interiérům a dobovému nábytku se ve vile v roce 2017 natáčel televizní seriál Svět pod hlavou zasazený do 80. let.
V roce 2013 zemřela jeho manželka Květena. Zemřel 9. července 2020 v léčebně dlouhodobě nemocných Ústřední vojenské nemocnice v Praze ve věku 97 let. Jeho úmrtí nejbližší okolí tajilo, pohřeb se uskutečnil 14. července v motolském krematoriu a teprve potom byla informace zveřejněna. V závěru života byl několikrát hospitalizován a byl i v léčebně dlouhodobě nemocných.
9. září 2020 pak zastavil státní zástupce Jakešovo trestní stíhání pro zvlášť závažný zločin zneužití pravomoci úřední osoby v souvislosti s prchajícími přes státní hranice, kteří byli pohraničníky zastřeleni nebo roztrháni psy. V zastavení stíhání se konstatuje, že je nepochybné, že se skutek stal, je trestným činem a spáchal ho obviněný.

### Jméno
I přesto, že v občanském průkazu byl Jakeš oficiálně Miloušem, sám upřednostňoval jméno Miloš, neboť to mu prý chtěli dát jeho rodiče a měl ho i celý život na všech vysvědčeních a nejrůznějších legitimacích. Používal ho i po celou dobu své politické kariéry a pod ním také publikoval. Uváděl, že farář, který ho křtil, do křestního listu napsal Milouš a tvrdil, že je to lepší. Občanský průkaz se však vystavoval důsledně podle křestního listu, a proto je v něm zapsán jako Milouš. Toto rodné (křestní) jméno se později na veřejnost dostalo skrze bývalého ministra vnitra Tomáše Sokola, kterému se Jakeš legitimoval při výslechu.

### Vyznamenání
- Řád 25. února – 1949
- Řád práce – 28. února 1958[35]
- Řád republiky – 3. července 1972[36]
- Řád Vítězného února – 20. února 1973[37]
- Zlatá hvězda Hrdiny socialistické práce – 28. června 1982[38][39]
- Řád Klementa Gottwalda – 28. června 1982[40]
- Řád Říjnové revoluce (Sovětský svaz) – 1982[38]

## Odraz v kultuře
V roce 2017 měl v Jihlavě premiéru film režiséra Pavla Křemena o Miloši Jakešovi s názvem Milda.